# Любінь (Толмин)
Любінь (словен. Ljubinj) — поселення в общині Толмин, Регіон Горишка, Словенія. Висота над рівнем моря: 385,2 м.